# Jean Batmale
Jean Batmale (* 18. September 1895 in Pau; † 3. Juni 1973 in Rennes) war ein französischer Fußballspieler und -trainer.

## Vereinskarriere
Das Fußballspielen begann der Mittelfeldspieler Batmale im Großraum der Hauptstadt Paris, wo er zunächst das Trikot des FEC Levallois trug. 1919 wechselte er zum Club Français Paris und 1920 erfolgte der nächste Wechsel, als er in den Kader der USA Clichy aufgenommen wurde. 1921 spielte er ein weiteres Mal für den Club Français, bevor er im selben Jahr zum Stadtrivalen Red Star Club ging. Damit gehörte er dem Verein an, der den Gewinn des nationalen Pokalendspiels 1922 für sich verbuchen konnte, doch stand er bei dem Endspiel nicht selbst auf dem Platz, womit ihm keine direkte Beteiligung am Titel zugutekommt. Im November 1922 war es mit dem Stade Rennes UC der Finalgegner der Pariser, der Batmale für seine Mannschaft verpflichtete. Dies brachte für den damals 27-Jährigen den Abschied von der Hauptstadtregion mit sich, in der sich die gesamte erste Phase seiner Laufbahn abgespielt hatte.
In Rennes zählte er zu den Leistungsträgern einer Mannschaft, die 1923 nur knapp am erneuten Einzug ins Pokalfinale scheiterte. 1925 verließ er den Klub und gehörte anschließend der Elf von Olympique Alès an. Danach war es mit dem OGC Nizza ein weiterer namhafter Verein, für den er antrat, ehe er das aktive Fußballspielen aufgab.

## Nationalmannschaft
Batmale war 24 Jahre alt, als er am 5. April 1920 bei einer 0:5-Niederlage gegen die englische Amateurnationalelf zu seinem Debüt für das französische Nationalteam kam. Wenig später wurde er in den Kader zum olympischen Fußballturnier 1920 berufen und absolvierte am 29. August bei einem 3:1-Sieg gegen Italien seine erste Partie auf olympischem Rasen. 1924 lief er erneut bei Olympia auf, konnte aber beide Male keine Medaille gewinnen. Am 4. Juni 1924 bestritt er bei einem 0:1 gegen Ungarn sein letztes Länderspiel. Insgesamt war er für Frankreich auf sechs Einsätze ohne Torerfolg gekommen.

## Trainerlaufbahn
1932 übernahm er mit Olympique Alès einen Verein, der im selben Jahr zu den Gründungsmitgliedern der neu geschaffenen landesweiten ersten Liga Division 1 gehörte. Allerdings stieg die Mannschaft 1933 als Tabellenletzter ab und er beendete zu diesem Zeitpunkt seine Trainertätigkeit. 1936 war es mit dem Stade Rennes UC ein weiterer Klub, für den er bereits als Spieler aufgelaufen war, der ihm das Amt des Trainers übertrug. Dort musste er wie zuvor in Alès nach seiner ersten Saison den Abstieg hinnehmen, verblieb nach dem Abstieg 1937 jedoch im Amt. 1941 wechselte er zum Stadtrivalen Tour d’Auvergne Rennes, bei dem er dieselbe Funktion ausführte. 
1942 kehrte er zum Stade Rennes UC zurück. Während der Saison 1943/44 coachte er die ÉF Rennes-Bretagne, die in dieser Phase des Zweiten Weltkriegs, weswegen der reguläre Spielbetrieb ohnehin durch eine inoffizielle Meisterschaft ersetzt worden war, als Ersatz für die in dieser Spielzeit nicht zugelassene Vereinsmannschaft diente. Anschließend war er wieder beim Stade, bis er 1945 zum nordfranzösischen Erstligisten CO Roubaix-Tourcoing ging, bei dem er im selben Jahr die Wiederaufnahme des regulären Spielbetriebs miterlebte. 1946 erhielt er eine Arbeitsstelle beim Ligarivalen FC Toulouse, behielt diese aber nur für einige Monate und fand im Oktober 1946 im Amateurverein US Nœux-les-Mines den nächsten Arbeitgeber. 1948 wurde er vom Zweitligisten AS Monaco angestellt, was seine Rückkehr in den Profibereich bedeutete. Als seine Trainerzeit dort 1950 zu Ende ging, endete sein Wirken im Profifußball. In den frühen 1950er-Jahren trainierte er erneut den Tour d’Auvergne Rennes sowie die Cadets de Bretagne, wobei es sich um einen weiteren Amateurklub aus Rennes handelte. Im Januar 1955 holte ihn der Stade Rennes zurück, bei dem er bis 1963 als Coach der zweiten Mannschaft und als Jugendtrainer arbeitete. Dem folgte eine Tätigkeit als Sportdirektor beim unterklassigen Verein Drapeau de Fougères und daraufhin der Rückzug aus dem Fußball. Den Ruhestand verbrachte er in Rennes, wo er 1973 im Alter von 77 Jahren starb.